# 卡斯卡德爾伍茲 (加利福尼亞州)
卡斯卡德爾伍茲（英語：Cascadel Woods）是位於美國加利福尼亞州馬德拉縣的一個非建制地區。該地的面積和人口皆未知。

## 地理
卡斯卡德爾伍茲的座標為37°13′50″N 119°27′18″W / 37.23056°N 119.45500°W，而該地的平均海拔高度為1112米（即3648英尺）。